# Always in the Way
Always in the Way è un film muto del 1915 diretto da J. Searle Dawley. Di genere drammatico, aveva come interpreti Mary Miles Minter, Ethelmary Oakland, Lowell Sherman, Edna Holland, Mabel Greene, Harold Meltzer.

## Trama
Winfred North, ricco avvocato vedovo con una bambina, si risposa con Helen Stillwell, anche lei vedova e madre di due bambini. Trascurata dal padre e trattata male dalla nuova matrigna, Dorothy, la figlia di Winfred, scappa da casa. Viene raccolta da due missionari, i Goodwin che, rintracciata Helen, le vogliono riconsegnare la piccola. Ma la donna, pensando all'interesse dei suoi figli che così diventeranno gli eredi di North, nega di conoscere la bambina. Dorothy, adottata dai Goodwin, parte con loro per l'Africa. Gli sforzi di Winfred per ritrovare la figlia che lui crede perduta sono vani e passano gli anni.
Dorothy, ormai cresciuta, insegna il cristianesimo agli africani. Ma, quando i suoi genitori adottivi vengono uccisi dagli zulu, lei si salva e con l'aiuto di un domestico, riesce a imbarcarsi su una nave in partenza per l'America. John Armstrong, il suo innamorato, un ricercatore che lavora in Africa, si mette sulle sue tracce e giunge fino a New York, dove continua a cercarla. Scopre così la vera famiglia della ragazza la quale, nel frattempo, ha trovato un lavoro in un negozio di fiori. Dorothy e suo padre sono finalmente riuniti e Winfred scopre la verità sul comportamento della moglie.

## Produzione
Il film fu prodotto dalla Dyreda Art Film Corp.. Venne girato a Bermuda

## Distribuzione
Distribuito dalla Metro Pictures Corporation, il film uscì nelle sale cinematografiche statunitensi il 21 giugno 1915. In Francia, venne distribuito il 17 settembre 1920 dalla Location Nationale con il titolo Mary l'espiègle.